# ویلیام رابرت ویر

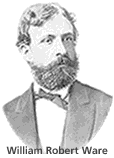
ویلیام ویر

ویلیام رابرت ویر (به انگلیسی: William Robert Ware) (۲۷ مهٔ ۱۸۳۲ – ۹ ژوئن ۱۹۱۵) معمار و نویسندهٔ آمریکایی بود که دو دانشکدهٔ مهم معماری در آمریکا (دانشکده‌های معماری ام‌آی‌تی در بوستون و دانشگاه کلمبیا در نیویورک) را بنیان گذاشت. همچنین او اولین کسی بود که به فکر استفاده از نظام انتخاباتی تک‌رأی انتقال‌پذیر در حوزه‌های انتخابیهٔ تک‌کرسی افتاد و بدین ترتیب عملاً روش رأی بدیل را پیش نهاد.
ویر در کمبریج، ماساچوست در خانواده‌ای یونیتارین (مسیحیان منتقد تثلیث) متولد شد و در دانشگاه هاروارد تحصیل کرد.